# Pampasfuchs

Verbreitungsskizze

Der Pampasfuchs (Lycalopex gymnocercus, Syn.: Pseudalopex gymnocercus) ist eine südamerikanische Art der Echten Hunde. Möglicherweise stellt er keine eigenständige Art dar, sondern ist dem Argentinischen Kampfuchs zuzurechnen.

## Merkmale
Die Kopf-Rumpf-Länge des Pampasfuchses beträgt etwa 65 cm, seine Schulterhöhe etwa 40 cm. Das Fell ist einfarbig grau meliert. Auf der unteren Hälfte des Hinterteils befindet sich ein charakteristischer schwarzer Fleck. Der Schwanz ist lang, grau mit 2 schwarzen Flecken: einer an der Schwanzwurzel, der andere an der Spitze. Auffällig sind die Augen: schräg und nach vorne gestellt. Der durchschnittliche Rüde wiegt 6 kg, die Fähe 4,6 kg.

## Lebensraum
Das Verbreitungsgebiet des Pampasfuchses sind der Chaco, die argentinische Monteregion, sowie die Pampas; es reicht von Ostbolivien, Westparaguay, östliche Provinzen Argentiniens (Salta, Catmarca, San Juan, La Rioja und Mendoza) bis zum Atlantik und von Südostbrasilien bis zur argentinischen Rio-Negro-Provinz im Süden.
Die Pampasgrasländer sind der typische Lebensraum. Offene Gebiete mit hohem Gras, mit feuchtem bis trockenem Klima werden bevorzugt.
Die IUCN listet die Art als nicht gefährdet (Least Concern).

## Lebensweise
Die Nahrungszusammensetzung ist – abhängig vom Verbreitungsgebiet – sehr variabel. Früchte können bis zu 25 % der Nahrung ausmachen. Es wird angenommen, dass Pampasfüchse dauerhafte Paarbindungen eingehen. Das Streifgebiet ist abhängig von den Bedingungen und kann zwischen 130 und 270 Hektar liegen. Die Paarungszeit liegt zwischen August und Oktober. Im Alter von drei Monaten verlassen die Jungen ihre Kinderstube. In der Regel ist der Rüde für die Futterbeschaffung zuständig. Die Fähen werden mit 8 bis 12 Monaten geschlechtsreif.

## Systematik und Evolution
Zurzeit stehen 3 mögliche Unterarten zur Diskussion:
- L.g.gymnocercus – subtropische Grasländer Nordostargentinien, Paraguay, Südostbrasilien
- L.g.antiquous – Graspampas, Gestrüpplandschaften des Monte und der offenen Espinalparkländer, Zentralargentinien
- L.g.lordi – Tacco, tropische Ökosysteme in den Bergen der argentinischen Provinzen Salta und Jujuy.

Die Grenzen sind nicht klar und es können dort Hybridisierungen vorkommen.

## Kreuzungen zwischen Pampasfuchs und Hund
2021 wurde in Vacaria in Rio Grande do Sul, Brasilien, ein Tier angefahren, das sich nach Untersuchungen als Kreuzung zwischen Pampasfuchs und einem Haushund (Canis lupus familiaris) herausstellte. Das Tier war weiblich. Es bellte und das dunkle Fell und Augen ließen auf einen Hund schließen, seine spitzen Ohren und die Schnauze deuteten aber auf Pampasfuchs hin. Als Nahrung fraß es kein Hundefutter, sondern nur kleine Ratten. „Sie war nicht so fügsam wie ein Hund, aber es fehlte ihr auch die Aggressivität, die man von einem wilden Fuchs erwartet“, wird ein Naturschützer, der bei der Pflege des Tieres half, von The Telegraph zitiert. Eine Untersuchung des Genoms ergab, dass die Zellkerne des Tieres jeweils insgesamt 76 Chromosomen enthielten. Zum Vergleich: Ein Pampasfuchs hat 74 Chromosomen, ein Hund hat 78 Chromosomen. Es soll sich um einen Hybriden mit 50 % Genen vom Pampasfuchs und 50 % Genen von einem Haushund handeln. Das Tier verstarb im März 2023 in einem staatlichen Zoo.